# 悟空 (1991年のパチンコ機)
悟空（ごくう）は、1991年9月にSANKYOが発売した、センター役物の羽根が縦に開閉するのが特徴的な西遊記をモチーフとしたパチンコ機のシリーズ名。
『悟空SP』と『悟空Ⅱ』と『悟空Ⅲ』の3機種がある。

## 概要
貯留型の羽根モノタイプ。役物内の奥に西遊記の孫悟空が配置されている。3つのタイプが発売されたが、役物、賞球数、羽根の形はまったく同じである。羽根開放のためのチャッカーに違いがあり、『Ⅱ』と『SP』の2チャッカーの位置には電チューが配置されている。『Ⅱ』は左右のチャッカーに入賞すると、中央の電チューが2回開閉し、この電チューに玉が入賞することで羽根が開放される。『SP』は電チューに入賞すると役物下のデジタルが回転する仕様で、奇数のゾロ目が停止すると役物の羽根がしばらく開いたままの状態になるので、羽根が2回開放する場合と同じくらいの割合で役物内に玉を拾わせることが可能である。左右のチャッカーに入賞時は羽根が1回開放される。『Ⅲ』は1チャッカー入賞時は羽根が1回開放、2チャッカー入賞時は2回開放するオーソドックスなタイプである。羽根の開放率が一番高いのは『Ⅱ』で、『SP』が最も低い。羽根が開放されやすい『Ⅱ』はV入賞率が低く、羽根が開放されにくい『SP』は逆にV入賞率が高い。
ゲージ構成はシリーズ機でほぼ同じだが、寄り釘やセンター入賞口付近の釘は3タイプで微妙に異なる。
『Ⅲ』には大当たり後に、連続で大当たりを重ねるW打法も存在したが、意図的に狙うのは難しかった。

- 大当りになる→拾われた7個の玉がハズレる（ここで貯留解除）貯留玉2（1）個がハズレる→羽根開閉18回目に玉が拾われるように待つ（16回目ぐらいに打ち出す）→18回目に玉が拾われる→羽根開閉終了→始動チャッカーに入賞→18回目に拾われた玉がV入賞する→ダブル成功
- 大当りになる→拾われた7個の玉がハズレる（ここで貯留解除）貯留玉2（1）個がハズレる→10（9•10）個目がハズレる→始動チャッカーに入賞→運よく拾われた11個目がV入賞する→ダブル成功
—『パチンコ攻略マガジンスペシャル 増刊1月18日号』p.140
『Ⅲ』の大当たり時は、1ラウンドで10カウントまで入賞し、羽根は18回まで開閉する仕様である。大当たり終了直前までにこのW打法のいずれかの手順が成功した場合は、すぐさまV入賞し連続で大当たりとなる。
兄弟機として、大同（現:ビスティ）から『悟空 D』も同じく1991年に発売された。
同年に発売された羽根モノタイプの機種として、同社から1991年に発売された『大明神GPⅡ』がある。

## スペック
- 悟空SP
  - 賞球数 7&15
  - 大当たり最高継続 15R
  - 最大貯留 2個（7カウント）
- 悟空Ⅱ
  - 賞球数 7&15
  - 大当たり最高継続 15R
  - 最大貯留 2個（7カウント）
- 悟空Ⅲ
  - 賞球数 7&15
  - 大当たり最高継続 15R
  - 最大貯留 2個（7カウント）

## 演出
『Ⅲ』の羽根開放時間は、1チャッカーに入賞すると0.5秒×1回、2チャッカーの場合は0.6秒×2回である。『Ⅱ』は1チャッカーに入賞すると、センターの電チューが0.6秒×2回開閉する。ここに入賞すると役物の羽根が2回開放する。『SP』の1チャッカー入賞時は0.5秒×1回開放し、センターに配置されている電チューへの入賞後に奇数のゾロ目が停止すれば羽根が3秒間開く。
縦開閉の羽根に拾われた玉は、上段ステージを通って下段に落ち、手前に転がってVゾーンまたはハズレ穴に振り分けられる。上段ステージ中央から真っ直ぐ落下し、そのまま転がってV入賞するパターンと、中央から斜めに落下し、左右の壁にぶつかって斜めに転がってV入賞するパターンが多い。上段ステージで左右奥にある突起物で外側に振り分けられた玉は、下段ステージに落下後、真っ直ぐ転がってハズレ穴に入る場合が多いのでV入賞はあまり期待できない。
大当たり中は役物奥の扉が開いて、悟空の手元に最大2個の玉を貯留することが可能である。7カウントか羽根開閉14回後に貯留解除となる。
大当たりになると「ワンダーボックス」と呼ばれる役物の箱が開閉動作を繰り返し、箱の奥に入賞球を2個まで貯留する。貯留数は少ないがラウンド継続率は高い。—『パチンコ必勝大図鑑 1000』p.89
最大2個の玉を貯留することが可能な機種として、同社から1993年に発売された『ジャズメン』がある。